# Jujie Luan
Luan Jujie (栾菊杰S, Luán JújiéP; Nanchino, 14 luglio 1958) è una schermitrice cinese naturalizzata canadese, vincitrice di una medaglia d'oro nella scherma ai giochi olimpici.

## Carriera
Essendo un atleta eccezionale in gioventù, aveva già fatto bene in pista e badminton prima di passare alla scherma. Ha iniziato la scherma all'età di 17 anni ed è entrata nel team nazionale nello stesso anno. Luan ha rapidamente conquistato il 2 ° posto nel 1978 alla World Junior Championships (primo atleta asiatico a entrare dal 1901) e medaglie d'oro nel 1979 ai Giochi Nazionali cinesi, nel 1983 al Torneo Internazionale della Scherma Femminile (primo schermidore asiatico a vincere un evento internazionale) e nel 1984 ai Campionati del Mondo. Ha gareggiato per la Nazionale di Scherma squadra cinese del 1984 ai Giochi della XXIII Olimpiade a Los Angeles all'età di 26 anni e divenne la prima persona dell'Asia orientale ad aver vinto un oro olimpico nello sport della scherma. Ha anche partecipato ai Giochi della XXIV Olimpiade nel 1988.
Durante la sua carriera di schermitrice, era nota per la sua resistenza, ad esempio, una volta, continuò una partita dopo essere stata ferita ad un braccio da un fioretto rotto. Durante tutta la sua carriera ha sofferto vari problemi renali.
Luan si trasferì a Edmonton, Alberta. Era la prima volta che andava a Edmonton per la XII Universiade del 1983 e "si innamorò della città", tanto che si trasferì a Edmonton nel 1989 dove ebbe tre figli. Iniziò l'insegnamento presso l'Edmonton Fencing Club e fu fondamentale per la crescita del club da soli 40 membri nel 1989 a più di 400 membri di oggi. Divenne cittadina canadese nel 1994.
Ha continuato competere in eventi di scherma in Canada e nella Coppa del Mondo di Scherma vincendo 4 Campionati Nazionali canadesi nel 1995, 1996, 1997 e 1999. Nel 2000, si è qualificata per le sue terze Olimpiadi a Sydney, in Australia, nonostante la sua età fosse di 42 anni. Perse nei turni preliminari. Si è addestrata attivamente presso il CEF e ha gareggiato in numerose competizioni nella speranza di ottenere un posto nella squadra olimpica canadese 2008, che è riuscita ad ottenere.
È spesso citata nei libri di testo, ed è stato girato un film sulla sua vita. Nel 1999, in Cina, è stata nominata come una delle 35 stelle dello sport dalla fondazione della Repubblica Popolare Cinese nel 1949.
Luan si è qualificata alle Olimpiadi di Pechino 2008 per il Team Canadese. L'11 agosto 2008, Jujie ha vinto il suo primo turno 13-9 contro la schermitrice tunisina Inès Boubakri, ma alla fine ha subito una sconfitta 15-7 dall'ungherese Aida Mohamed, 32 anni, che si era classificata settima nel mondo.

## Palmarès
In carriera ha conseguito i seguenti risultati:
Per la  Cina
- Giochi olimpici:

Los Angeles 1984: oro nel fioretto individuale.
- Mondiali di scherma

Clermont-Ferrand 1981: argento nel fioretto individuale.
Vienna 1983: bronzo nel fioretto individuale.
Losanna 1987: bronzo nel fioretto individuale.
Per il  Canada
- Campionati Panamericani:

2007: bronzo nel fioretto individuale.